# ناحیه جونگنو
ناحیه جونگنو (به لاتین: Jongno District) یک ناحیهٔ مسکونی در کره جنوبی است که در سئول واقع شده‌است.

## خصوصیات
ناحیه جونگنو ۲۳٫۹۲ کیلومترمربع مساحت و ۱۵۵٬۵۷۵ نفر جمعیت دارد.